# Amerikanische Geparde
Die Amerikanischen Geparde (Miracinonyx) sind eine ausgestorbene Gattung aus der Familie der Katzen (Felidae), die vom späten Pliozän bis zum späten Pleistozän (Jungpleistozän) 1.800.000 bis 11.000 Jahre vor unserer Zeitrechnung endemisch in Nordamerika lebte. Es gab mindestens zwei Arten dieser Gattung, die von der Morphologie her dem heutigen Gepard ähnlich waren. Sie sind nur durch Skelett-Bruchstücke bekannt.

## Taxonomie und Evolution
Die Amerikanischen Geparde wurden ursprünglich als frühe Vertreter der Pumas angesehen, in den 1970er Jahren aber als nahe Verwandte des Gepards neu klassifiziert. Diese Theorie geht davon aus, dass sich die Vorfahren des Gepards aus der Linie der Pumas auf dem amerikanischen Kontinent (die Neue Welt) entwickelten und über die Beringbrücke wieder in die Alte Welt (vor allem Asien und Afrika) wanderten.
Andere Forschungen, wie etwa die von Ross Barnett, welche die Untersuchung der mitochondrialen DNA der Knochenfunde sowie eine neue Analyse der Morphologie mit einschloss, sehen die Amerikanischen Geparde als unmittelbare Verwandte des Pumas, die gepardähnliche Merkmale aufgrund von konvergenter Evolution entwickelten. Puma und Amerikanischer Gepard sind dieser Analyse zufolge die Schwestergruppe des Jaguarundis, einer eher kleinkatzenähnlichen südamerikanischen Art. Erst diese Dreiergruppe sei Schwestergruppe des altweltlichen Gepards. Der vermutete amerikanische Ursprung der Geparde wäre damit hinfällig, denn die amerikanische Gepardlinie hätte sich demnach erst in der Neuen Welt (vor etwa 3 Millionen Jahren) von der Pumalinie getrennt, wohingegen diese sich deutlich vorher (vor mehr als 6 Millionen Jahren) und noch außerhalb Amerikas von der altweltlichen Gepardlinie trennte.
Die genaue Einordnung der zweiten Art Miracinonyx inexpectatus ist indes nicht endgültig geklärt, obwohl es sich wahrscheinlich um eine primitivere Art als Miracinonyx trumani handelt.
Vom Amerikanischen Gepard wurden bislang zwei Arten beschrieben: Miracinonyx trumani und Miracynonix inexpectatus. Teilweise wird auch eine dritte Art Miracinonyx studeri angeführt, diese gilt jedoch als jüngeres Synonym für Miracynonix trumani. Beide Arten waren dem heutigen Gepard sehr ähnlich, mit verkürzten runden Schädeln und vergrößerten Nasengängen für einen größeren Atemdurchsatz sowie speziell für schnelles Rennen proportionierte extrem lange Gliedmaßen und einem langen Schwanz. Ebenso soll das Gebiss gegenüber anderen Katzen stark verkleinert und relativ schwach gewesen sein. Dennoch wurden die Ähnlichkeiten nicht durch einen direkten gemeinsamen Vorfahren vererbt, sondern waren das Ergebnis von entweder paralleler oder konvergenter Evolution.
Durch genetische und immunologische Untersuchungen konnte ermittelt werden, dass die heutigen Geparde wahrscheinlich alle von einer sehr kleinen Stammgruppe abstammen (→ genetischer Flaschenhals), die vor etwa 10.000 Jahren gelebt hat. Damals starb der Amerikanische Gepard aus, und der gewöhnliche Gepard in Afrika und Asien entging diesem Schicksal offenbar nur knapp. Er breitete sich jedoch in den Savannen Afrikas und Asiens wieder aus und konnte daher bis in unsere Zeit überleben. Diese Untersuchung genießt in Fachkreisen hohes Ansehen und wird mittlerweile als klassisches Beispiel in der Populationsgenetik benutzt.
Die genauen Gründe, die zum Aussterben der Amerikanischen Geparde geführt haben oder geführt haben könnten, sind trotz aller Forschung dazu bislang nicht abschließend aufgeklärt. Einige Experten vermuten zusätzlich zum genannten genetischen Flaschenhals durchaus auch weitere Einflüsse wie einsetzende Klimaveränderungen und eine verstärkte Nahrungskonkurrenz. Dafür spricht etwa der Umstand, dass circa 10.000 Jahren vor unserer Zeitrechnung, während der quartären Aussterbewelle, etliche andere Großtierarten Amerikas ausgestorben sind, wie beispielsweise der Amerikanische Löwe.

## Arten

### Miracinonyx trumani
Miracinonyx trumani war den echten Geparden morphologisch am ähnlichsten. Er lebte in der Prärie sowie den weiten Ebenen des westlichen Nordamerika und jagte sehr wahrscheinlich Huftiere der Great Plains, wie den heute noch lebenden Gabelbock. Teilweise besteht die Annahme, dass seine maximal erreichbare Geschwindigkeit jener der heutigen Geparde nur wenig nachstand und mindestens um die 100 km/h gelegen haben dürfte. Dabei wird die Ähnlichkeit zwischen Miracinonyx trumani und dem Gepard als ein Beispiel für parallele Evolution betrachtet. Als weite Graslandschaften sowohl in Nordamerika als auch in Afrika während des Pleistozäns häufiger wurden, entwickelten sich pumaähnliche Katzenarten auf beiden Kontinenten zu schnellen Läufern, um die neu aufkommenden schnellen Pflanzenfresser jagen zu können. Die Krallen von Miracinonyx trumani entwickelten sich dabei derart, dass sie – wie auch beim Gepard – nur noch teilweise einziehbar waren, um die Bodengriffigkeit beim schnellen Rennen zu erhöhen.
Die Nachstellung der Gabelböcke durch Miracinonyx trumani galt zudem gemeinhin als Beispiel einer Koevolution in der Räuber-Beute-Beziehung (Red-Queen-Hypothese), da deren maximale Höchstgeschwindigkeit von 86 km/h weit höher ist als nötig, um den noch heute lebenden amerikanischen Raubtieren wie dem Puma und dem Wolf zu entkommen. Der älteste Nachweis von Miracinonyx stammt allerdings erst aus dem ausgehenden Pliozän. Da aber schon die frühesten Vertreter der Gabelhornträger vom beginnenden Miozän an vor rund 20 Millionen Jahren aus anatomischen Gründen als extrem schnelle Läufer anzusehen sind, fehlt dieser Ansicht zahlreichen Wissenschaftlern zufolge die wissenschaftliche Grundlage. Für die spätpleistozänen Vertreter, die unter anderem aus verschiedenen Höhlen im Grand Canyon wie der Rampart Cave oder der Next Door Cave stammen, ergeben sich andere Interpretationen des Jagdverhaltens. Für diese wird vermutet, dass weniger die angenommene hohe Laufgeschwindigkeit als vielmehr eine ausgesprochene Kletterfähigkeit im Vordergrund stand. Demnach stellten die Raubtiere ihrer Beute in den steilen Felshängen der Schluchten nach, wodurch eher fossile Verwandte der heutigen Schneeziege zum Nahrungsspektrum gehörten. In dieser Eigenschaft glichen die Amerikanischen Geparde stärker dem heutigen Schneeleoparden, zudem auch dem Asiatischen Gepard, der im Gegensatz zu seinem afrikanischen Vetter häufiger verschiedenen Ziegenartigen in den gebirgigen Landschaften Zentralasiens nachstellt. Unterstützung findet dies in Analysen zum Ellenbogengelenk der Art, das morphologisch zwischen dem des Pumas und des Gepards vermittelt und keine extrem hohen Laufgeschwindigkeiten unterstützt.

### Miracinonyx inexpectatus
Miracinonix inexpectatus war dem Puma ähnlicher als dem Gepard. Er hatte vollständig einziehbare Krallen und konnte aufgrund seines schlanken Körperbaus wahrscheinlich schneller laufen als der Puma. Eventuell konnte er noch klettern und hatte seinen Lebensraum weniger in der Prärie als in stärker bewaldeten Regionen. Aufgrund des etwas kühleren Lebensraumes könnte er ein längeres Fell gehabt haben.